# Karl Krumbacher
Karl Krumbacher (n. 23 septembrie 1856, Wiggensbach, Bavaria, Germania – d. 12 decembrie 1909, München, Imperiul German) a fost un savant german specializat în cultura și literatura bizantine.
A urmat cursurile universităților din München și Leipzig; a fost profesor de limba și literatura greacă medievală și modernă la Leipzig din anul 1897.
Lucrarea sa capitală este Geschichte der byzantinischen Literatur von Justinian bis zum Ende des Ostroemischen Reiches. Valoarea operei constă, între altele, în elaboratele bibliografii conținute în corpul lucrării și în supliment, lucrarea în sine constituind și astăzi baza de pornire pentru studiile de literatură bizantină.
Krumbacher este cel care a fondat revistele de specialitate Byzantinische Zeitschrift (1892) și Byzantinisches Archiv (1898). Numeroasele sale călătorii în Grecia s-au concretizat în lucrarea intitulată Griechische Reise (1886). Alte lucrări remarcabile purtând semnătura sa sunt: Kassia (1897), un tratat referitor la o poetesă bizantină din secolul al IX-lea; Michael Glykas (1894); Die griechische Litteratur das Mittelalters în Die Kultur der Gegenwart, i.8 (1905); Das Problem der neugriechischen Schriftsprache (1902), în care se opune eforturilor "puriștilor" greci de a introduce stilul clasic al limbii eline în literatura modernă greacă; și Populäre Aufsätze (1900).